# Судженское сельское поселение
Су́дженское сельское поселение — упразднённое муниципальное образование в Яйском районе Кемеровской области.
Административный центр — село Судженка.

## История
Судженское сельское поселение образовано 17 декабря 2004 года в соответствии с Законом Кемеровской области № 104-ОЗ.

## Население
| 2010 | 2011 | 2012 | 2013 | 2014 | 2015 | 2016 |
| ---- | ---- | ---- | ---- | ---- | ---- | ---- |
| 806  | ↘805 | ↘778 | ↘757 | ↘741 | ↘716 | ↘697 |
| 2017 | 2018 | 2019 |      |      |      |      |
| ↘682 | ↘674 | ↘658 |      |      |      |      |

## Состав сельского поселения
| № | Населённый пункт | Тип населённого пункта            | Население |
| - | ---------------- | --------------------------------- | --------- |
| 1 | Антоновка        | посёлок                           | 3         |
| 2 | Мальцево         | посёлок железнодорожного разъезда | 38        |
| 3 | Ольговка         | деревня                           | 201       |
| 4 | Судженка         | село, административный центр      | 564       |

## Статистика
На территории административного участка расположены: 3 общеобразовательные школы, 3 детских садика, 3 объекта культуры, объекты жизнеобеспечения.